# Haukiputaan Ahmat
Haukiputaan Ahmat ist ein 1956 gegründeter finnischer Eishockeyklub aus Haukipudas (Gemeinde Oulu). Die Mannschaft spielt seit 2014 in der III-divisioona und trägt ihre Heimspiele in der Ahma-halli aus.

## Geschichte
Der Verein wurde 1956 gegründet. Die Mannschaft nahm in der Saison 2000/01 erstmals an der drittklassigen Suomi-sarja teil. Dort konnte man sich zunächst etablieren. In der Saison 2007/08 stieg Haukiputaan Ahmat in die viertklassige II-divisioona ab. Erst in der Saison 2010/11 gelang der Mannschaft in der Relegation der Wiederaufstieg in die Suomi-sarja, in der sie bis 2014 spielte.
Seit 2014 geht die Mannschaft in der III-divisioona an den Start. 